# كاتو أسيتي (إراكليون)
كاتو أسيتي (Κάτω Ασίται) هي مدينة في إراكليون في اليونان.
يبلغ عدد سكانها حوالي 1250 نسمة.